# 因比图瓦
因比图瓦是巴西巴拉那州的一个市镇。总面积758.479平方公里，总人口28295人，人口密度37.3人/平方公里。